# Liberalerna
Liberalerna (kurz L; deutsch Die Liberalen; bis 2015 Folkpartiet liberalerna, „Volkspartei Die Liberalen“) sind eine im schwedischen Reichstag vertretene Partei. Sie erreichte in der jüngsten Reichstagswahl 2022 4,6 Prozent der Stimmen und 16 von 349 Mandaten. Von 2006 bis 2014 beteiligte sie sich als Teil der Allianz für Schweden an der schwedischen Regierung. Seit 2022 sind die Liberalen in der Minderheitsregierung von Ulf Kristersson vertreten. Die Liberalen sind wirtschaftsliberal ausgerichtet und entschieden proeuropäisch.

## Geschichte

### Vorläufer, Spaltung, Fusion
Die Partei hat ihre Wurzeln in älteren liberalen Strömungen, die für eine Demokratisierung des politischen Systems Schwedens eintraten. 1900 vereinigten sich mehrere Parlamentsfraktionen in der Liberalen Sammlungspartei, die sich 1902 mit der Freisinnigen Vereinigung (Frisinnade Landsföreningen) eine landesweite Wahlorganisation schuf. Die liberalen Regierungen unter Karl Staaff setzten sich für eine Parlaments- und Wahlrechtsreform ein, welche von einer sozialdemokratisch-liberalen Regierungskoalition unter Nils Edén 1920 verwirklicht werden konnte.
Nach dem erfolgreichen Kampf gegen Privilegien der Oberschicht und monarchische Machtbefugnisse stellte sich eine gewisse inhaltliche Leere ein. Zusätzlich wurde die liberale Bewegung durch unterschiedliche Standpunkte in der Alkoholpolitik geschwächt. 1923 brach die Freisinnige Vereinigung auseinander: Die Mehrheit stützte die Abstinenzbewegung und rief die Freisinnige Volkspartei (Frisinnade Folkpartiet) ins Leben; eine Minderheit sprach sich gegen ein generelles Alkoholverbot aus und sammelte sich in der Liberalen Partei (Sveriges liberala parti), die vorzugsweise in den Städten verankert war. Beide Parteien bildeten von 1926 bis 1928 die erste Regierung von Carl Gustaf Ekman.

### Folkpartiet (1934–1990)
Erst 1934 vereinigten sich die beiden Richtungen wieder unter dem Namen Folkpartiet (deutsch Volkspartei). Die neue Partei gab sich ein marktliberales Programm und attackierte die Sozialisierungsbestrebungen der Sozialdemokratie. Nach Ausbruch des Zweiten Weltkriegs gehörte die Partei ab 13. Dezember 1939 zur Sammlungsregierung unter Per Albin Hansson. Sie agierte weniger deutschlandfreundlich als die anderen Parteien.

#### Ära Ohlin 1944–1967

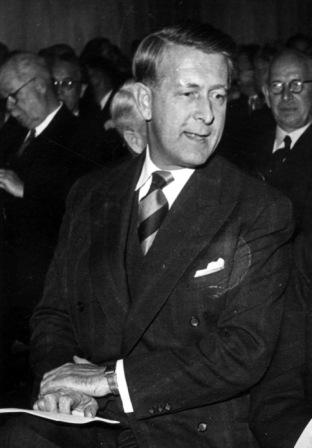
Bertil Ohlin, Ende der 1950er Jahre.

Unter dem Parteivorsitzenden Bertil Ohlin hielten sich markt- und sozialliberale Ansätze die Waage. Der Wirtschaftsprofessor Ohlin befürwortete eine aktive Finanzpolitik im Sinne des Keynesianismus. Die Marktwirtschaft galt es jedoch entschlossen zu verteidigen. So betrieb die Folkpartiet seit Ende der 1940er Jahre gemeinsam mit den anderen bürgerlichen Parteien und Vertretern der Wirtschaft Opposition gegen die planwirtschaftlichen Initiativen der Sozialdemokraten. Besonders die steigenden Steuern wurden attackiert, die als zu hoch kritisierte Steuerlast schränke die Freiheit des Einzelnen ein und belaste die Volkswirtschaft im Ganzen. 1948 trug diese Linie der Partei erhebliche Stimmenzuwächse ein. Auch 1952 und 1956 wurde sie souverän größte Oppositionspartei.
Mit dem wachsenden Wohlstand der 1950er Jahre und den Erfolgen Schwedens bei der Bekämpfung von Armut lancierte die Partei den Begriff bottentrygghet (dt. Grundsicherheit). Der Staat solle nur für eine Grundabsicherung seiner Bürger sorgen, ihm ansonsten aber die Entscheidung überlassen, welche Versicherungen, Sparmodelle usw. er bevorzuge. Diese Gegenposition zur sozialdemokratischen Vision der „starken Gesellschaft“ (Det starka samhället) basierte auf den sozialpolitischen Traditionen der Liberalen seit Adolf Hedin und den 1880er Jahren: Staatliche Fürsorge solle nicht den wohlorganisierten Interessengruppen zugutekommen, sondern nur den Schwächsten der Gesellschaft. Für sie prägte Ohlin schon 1937 den Begriff Det glömda Sverige (Das vergessene Schweden). Damit ergab sich eine inhaltliche Nähe zu den Konservativen, die man trotzdem mit dem Vorwurf unsozialer Kaltherzigkeit zu treffen versuchte.
In der zentralen Streitfrage der späten 1950er Jahre, ob die Zusatzpensionen des öffentlichen Dienstes auf alle Berufsgruppen ausgeweitet werden sollten, musste die Partei eine Niederlage einstecken. Zunächst war die Koalition aus Sozialdemokraten und Bauernbund an dieser Frage zerbrochen. Bei der nun notwendig gewordenen Neuwahl 1958 verlor die wenig konstruktiv agierende Partei deutlich an Stimmen, wohl auch weil die liberalen Zeitungen Dagens Nyheter und Expressen zuvor eine Kompromisssuche mit der Regierung angemahnt hatten. Trotzdem wurden 1959 die Verhandlungen abgebrochen. Der liberale Abgeordnete Ture Königson kündigte daraufhin an, sich der Stimme enthalten zu wollen, um die sozialdemokratische Rentenreform nicht scheitern zu lassen. Am 13. März 1959 passierte das Gesetz die Zweite Kammer des Reichstages mit einer Stimme Mehrheit.

#### Positionsbestimmungen
Nach diesem Rückschlag strebte die Partei eine Fusion mit der Zentrumspartei (ehemals Bauernbund) an, um eine starke zentristische Alternative zu Sozialdemokraten und Konservativen zu bilden. Das Zentrum lehnte diese Idee jedoch ab. Die Frage der Regierungsbeteiligung wurde in den 1970er Jahren kontrovers diskutiert. Eine sozial-liberale Zusammenarbeit nach westdeutschem Muster fand nur bei einer Minderheit Unterstützung. Mehrheitlich hofften die Mitglieder auf eine bürgerliche Koalition. Dem Partei- und Fraktionsvorsitzenden Gunnar Helén gelang es, ein wirtschafts- und finanzpolitisches Einvernehmen mit Zentrum und Konservativen herzustellen.
1972 wurde ein neues Parteiprogramm verabschiedet. Auf dem Papier handelte es sich um eine klare Linkswendung. Dem Zeitgeist folgend wurde staatliche Steuerung befürwortet, wo marktwirtschaftliche Gesetzmäßigkeiten private Machtkonzentration, Umweltverschmutzung und wirtschaftliche Ungleichgewichte erzeugten. Die Wähler honorierten die widersprüchlichen Signale nicht. Bei der Reichstagswahl 1973 verloren die Liberalen deutlich. Im Reichstag kam es zu einem Patt. In der Folge suchten die Liberalen die punktuelle Zusammenarbeit mit der sozialdemokratischen Minderheitsregierung Olof Palme. Erst unter dem neuen Parteivorsitzenden Per Ahlmark grenzte man sich wieder stärker nach links ab.

#### Regierungsbeteiligungen zwischen 1976 und 1982
1976 erreichten die bürgerlichen Parteien die Mehrheit im Parlament. Die Partei beteiligte sich an der Regierung Fälldin. Nach dem Zusammenbruch dieser Regierung bildete Ola Ullsten am 18. Oktober 1978 eine rein liberale Minderheitsregierung, die bis zur Wahl 1979 amtierte. Danach wurde sie von einer zweiten Koalitionsregierung Fälldin abgelöst. Nach dem katastrophalen Ergebnis der Wahl 1982 übernahm Bengt Westerberg den Parteivorsitz. Die Partei hielt an ihrer Zuordnung zum bürgerlichen Lager fest und konnte am 15. September 1985 einen eindeutigen Wahlsieg feiern.

### Folkpartiet liberalerna (1990–2015)
1990 wurde der Parteiname mit dem Zusatz Liberalerna (Die Liberalen) ergänzt. Das Grundsatzprogramm aus dem gleichen Jahr betonte die individuellen Freiheiten, ohne die traditionelle sozialstaatliche Linie aufzugeben. In der Praxis verlor diese aber zusehends an Bedeutung. Die Liberalen traten verstärkt als unternehmerfreundliche Partei auf. Von 1991 bis 1994 gehörten sie der bürgerlichen Koalitionsregierung Carl Bildt an. Diese ließ sich von der rechtspopulistischen Ny demokrati tolerieren, was Bengt Westerberg nicht von scharfen Attacken gegen sie abhielt. 1994 verhandelte er mit den Sozialdemokraten über eine gemeinsame Regierungsbildung. Nach seinem Scheitern gab er den Parteivorsitz auf.
Die Wahl 1998 brachte die Partei gefährlich nah an die Vier-Prozent-Hürde. In der Wahl am 15. September 2002 konnte sie ihre Wählerstimmen fast verdreifachen. Im vorausgegangenen Wahlkampf hatte sie die Forderung aufgestellt, Zuwanderer sollten einen Sprachtest absolvieren, um die schwedische Staatsbürgerschaft zu erhalten. Das trug den Liberalen den Vorwurf ein, im Trüben zu fischen. Parteivorsitzender Lars Leijonborg entgegnete, ein Rassist, der die Partei wähle, müsse „dumm im Kopf“ sein.
Seit 2004 ist die Partei Teil des bürgerlichen Wahlbündnisses Allianz unter Führung der Moderaten. 2006 erlitten die Liberalen herbe Verluste. Eine mögliche Ursache wurde darin gesehen, dass sich einige führende Parteimitglieder der Partei Zugang zum internen Computernetzwerk der Sozialdemokraten und damit zu einer Reihe interner Dokumente verschafft hatten. Trotzdem gelang am 6. Oktober 2006 die Rückkehr an die Regierung.

### Liberalerna (seit 2015)
Am 22. November 2015 änderte die Partei ihren Namen per Akklamation in Liberalerna. Die Parteiführung sah darin einen augenfälligen Schritt innerhalb eines Erneuerungsprozesses, an dessen Ende eine „liberale Reformagenda für die Zukunft“ stehe. Einige Befürworter des Namenwechsels erhofften sich auch eine Distanzierung von den derzeit erfolgreichen populistischen Strömungen in Europa, z. B. der Dansk Folkeparti.

## Wahlergebnisse

### Reichstagswahlen

Stimmenanteile der Volkspartei/Die Liberalen in der Reichstagswahl 2014 nach Kommunen.

Bis 1968 Wahlen zur Zweiten Kammer. Angaben von Statistiska Centralbyrån.
| - 1936 12,9 % - 1940 12,0 % - 1944 12,9 % - 1948 22,8 % - 1952 24,4 % - 1956 23,8 % - 1958 18,2 % - 1960 17,5 % | - 1964 17,1 % - 1968 15,0 % - 1970 16,2 % - 1973 9,4 % - 1976 11,1 % - 1979 10,6 % - 1982 5,9 % - 1985 14,2 % | - 1988 12,2 % - 1991 9,1 % - 1994 7,2 % - 1998 4,7 % - 2002 13,4 % - 2006 7,5 % - 2010 7,1 % - 2014 5,4 % | - 2018 5,5 % - 2022 4,6 % |

### Europawahlen
Bei der Europawahl 2009 verteidigten die Liberalen ihren Rang als drittgrößte Partei. Die meisten Kommentatoren führten den Wahlerfolg auf die Beliebtheit der Spitzenkandidatin Marit Paulsen und das entschlossen pro-europäische Profil der Partei zurück. Gewählt wurden auch Olle Schmidt und Cecilia Wikström. 2014 konnten nur Paulsen und Wikström ihre Mandate verteidigen, nachdem die Partei deutliche Verluste hatte verkraften müssen. Bei der Europawahl 2019 verlor die Liberalerna dann die Hälfte ihres Stimmenanteils, somit zog nur noch die neue Spitzenkandidatin Karin Karlsbro in das Europaparlament ein.
| - 1995 4,8 % – 1 Mandat - 1999 13,9 % – 3 Mandate - 2004 9,9 % – 2 Mandate - 2009 13,6 % – 3 Mandate - 2014 9,9 % – 2 Mandate - 2019 4,1 % – 1 Mandat - 2024 4,4 % – 1 Mandat |

## Parteivorsitzende
- 1934–1935 Felix Hamrin, Ministerpräsident 1932
- 1935–1944 Gustaf Andersson
- 1944–1967 Bertil Ohlin
- 1967–1969 Sven Wedén
- 1969–1975 Gunnar Helén
- 1975–1978 Per Ahlmark
- 1978–1983 Ola Ullsten, Ministerpräsident 1978–1979
- 1983–1995 Bengt Westerberg
- 1995–1997 Maria Leissner
- 1997–2007 Lars Leijonborg
- 2007–2019 Jan Björklund
- 2019–2022 Nyamko Sabuni
- 2022–2025 Johan Pehrson
- seit 2025 Simona Mohamsson